# Conservatoria delle coste della Sardegna
La Conservatoria delle coste della Sardegna, in sardo Conservatoria de sas costeras de sa Sardigna è un'agenzia regionale istituita nel 2007 con legge regionale della Sardegna con l'obiettivo di tutelare, gestire e valorizzare gli ecosistemi e i paesaggi costieri della regione, tenendo conto delle diverse attività ed usi.

## Compiti e funzioni
Secondo la legge istitutiva l'agenzia si occupa della salvaguardia, tutela e valorizzazione degli ecosistemi costieri e della gestione integrata delle aree costiere di particolare rilevanza paesaggistica ed ambientale, sia di proprietà regionale, sia di proprietà di altri soggetti pubblici o di privati.
Nelle competenze dell'agenzia rientrano, sempre per quanto riguarda le zone costiere della Sardegna
- il coordinamento delle iniziative regionali di gestione integrata e i rapporti con le altre regioni italiane e con le autorità locali degli altri Stati che si affacciano sul mar Mediterraneo;
- il coordinamento delle iniziative sia dell'amministrazione regionale, sia degli enti locali e degli organismi che gestiscono aree marine protette e altre aree e siti di interesse comunitario;
- la promozione della tutela ambientale e paesaggistica e dello sviluppo sostenibile;
- l'esercizio del diritto di prelazione sulle vendite di immobili e terreni derivanti da assegnazioni pubbliche, all'interno della fascia costiera di 2 km dal mare;
- l'esproprio e/o acquisto di terreni e beni immobili ritenuti particolarmente significativi dal punto di vista ambientale e paesaggistico, se necessario per la loro conservazione e salvaguardia;
- l'esercizio delle competenze regionali in materia di demanio marittimo e costiero nelle immediate vicinanze delle aree protette e sui singoli beni affidati al demanio.

## Organizzazione
La Conservatoria delle coste della Sardegna ha la propria sede a Cagliari L'agenzia è dotata secondo la legge istitutiva di autonomia regolamentare, finanziaria, organizzativa, amministrativa, patrimoniale, contabile e gestionale ed è sottoposta ai poteri di indirizzo, vigilanza e controllo esercitati dalla giunta regionale.
I suoi organi sono il comitato scientifico, il direttore esecutivo ed il collegio dei revisori.

## Azione
La Conservatoria delle coste si ispira ad altri organismi di protezione ambientale quali il National Trust inglese e, soprattutto, il Conservatoire du Littoral francese, con il quale, nel dicembre del 2008, ha firmato un accordo di partenariato.
L'agenzia ha in gestione oltre 6500 ettari di territori costieri, in parte di proprietà regionale o di altri enti pubblici, sottratti alla speculazione edilizia. Eccezionalmente la Conservatoria acquisisce aree costiere anche per acquisto diretto.
Una volta entrata in possesso delle aree, la Conservatoria opera attività di ripristino ambientale e in seguito decide se gestirle direttamente o darle in gestione ad altri soggetti pubblici o privati. Definisce inoltre gli usi, in particolare agricoli e turistici, compatibili con gli ecosistemi costieri ripristinati, tenendo conto della normativa nazionale e regionale, seguendo le linee-guida del Piano Paesaggistico Regionale (PPR).

## Progetti
Le attività della Conservatoria delle coste fino all'anno 2012 sono state realizzate da un gruppo di lavoro composto da 7 funzionari (3 tecnici e 4 amministrativi) e 5 collaboratori esterni coordinati dal direttore dell'agenzia Alessio Satta.
- Progettazione ed esecuzione lavori di un eco-ostello a Buggerru (80 posti letto).
- Progetto di riforestazione dell'area di "Cala Domestica - Planu Sartu" interessata da un incendio dell'estate 2011 nei comuni di Buggerru ed Iglesias. Il progetto è stato finanziato da Kyoto Club, senza costi per la regione.
- Creazione dell'area di conservazione costiera di "Cala Domestica" attraverso i beni SBS e LAORE[senza fonte] affidati alla conservatoria: sistemazione di tutta l'area e creazione delle infrastrutture per i servizi di spiaggia.
- Realizzazione dell'area di tutela biologica per la conservazione ed il ripopolamento del riccio di mare presso l'area marino-costiera di capo Pecora, rivolta ai pescatori di Buggerru, Fluminimaggiore ed Arbus.
- Progetto pilota "Sapori km zero" per il coinvolgimento dei ristoranti di Buggerru per l'offerta di un menu di soli prodotti locali (nell’ambito del CAMP Italia[senza fonte]).
- Finanziamento di 6 progetti di riqualificazione e gestione integrata dei litorali sabbiosi (90.000 euro di cofinanziamento a progetto). Tra i progetti cofinanziati quelli dei seguenti comuni dell'area CAMP[senza fonte]: Buggerru e Fluminimaggiore (accessibilità e pulizia spiagge), Arbus, San Vero Milis, Cabras e Alghero.
- Progetto area di conservazione della Pinna nobilis, con attività di monitoraggio delle praterie di Pinna nobilis dell'area di mare compresa tra Portoscuso, Sant'Antioco e Carloforte (attraverso una convenzione con l'Università di biologia marina di Cagliari) e sensibilizzazione dei pescatori e della nautica da diporto per il rispetto della specie, protetta dalla direttiva Habitat[senza fonte].
- Creazione dell'area di conservazione costiera di "Mangiabarche" a Calasetta.
- Realizzazione di una galleria di arte contemporanea "open gallery", in collaborazione con Beyond Entropy Ltd e l'Architecture Association di Londra.
- Installazione multimediale sulla storia delle torri spagnole del XVI secolo all'interno della torre di Chia in collaborazione con il comune di Domus de Maria.
- Recupero conservativo e valorizzazione di 9 torri costiere del patrimonio regionale
- Creazione di tre aree di tutela biologica (Arbus, San Vero Milis e Castelsardo)
- Creazione delle aree di conservazione costiera di capo Ferrato, Castiadas, cala Domestica, Marceddi e Porto Conte in seguito all'affidamento dei beni SBS[senza fonte]

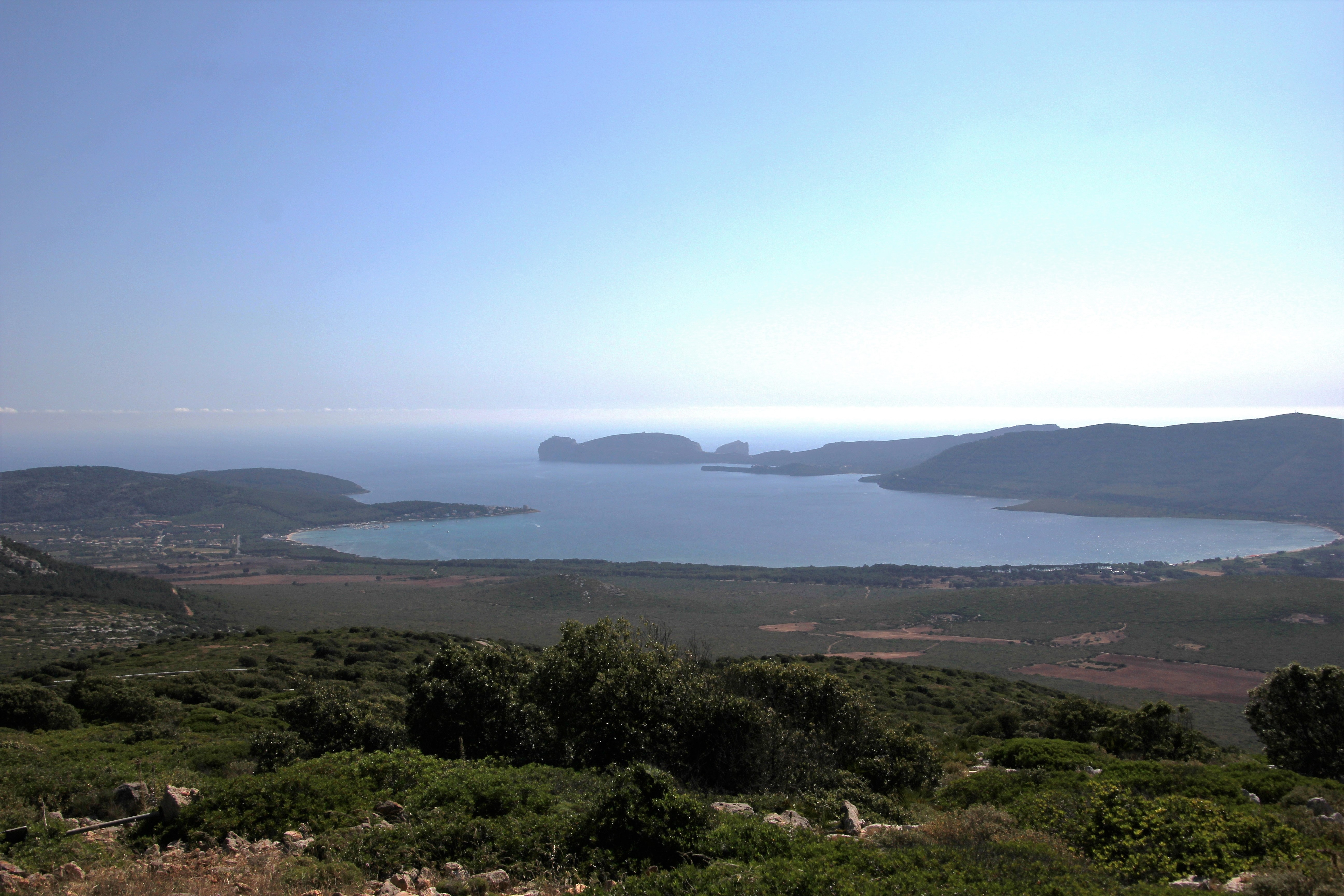
La baia di Porto Conte presso Alghero

- Intervento pilota per la difesa del tratto costiero di Maria Pia ad Alghero
- Redazione e pubblicazione di un Manuale per la gestione integrata dei litorali sabbiosi
- Redazione di un libro sulle torri costiere della Sardegna e sulle tecniche per il recupero conservativo.
- Creazione dell'area di conservazione costiera di Is Mortorius (Quartu Sant'Elena). Recupero e consolidamento del nuraghe Diana e progettazione per tutta l'area di 7 ettari per affidamento attività economiche su beni patrimonio regionale
- Bando per affidamento di immobili per attività ristorative e per attività di albergo a Cala d'Oliva (Asinara).
- Concorso di progettazione e concessione di lavori pubblici per la creazione del centro velico a Trabuccato (Asinara).
- Affidamento struttura per attività di ittiturismo a consorzio pescatori del golfo dell'Asinara.
- Bando per affidamento immobile per attività Centro Diving a cala d'Oliva.
- Interventi urgenti e sistemazione definitiva del tratto viario Fornelli – Cala d'Oliva all'Asinara (800.000 euro di lavori).
- Campagna di sensibilizzazione estiva in collaborazione con ANCI
- Concorso "Adotta una spiaggia" in collaborazione con ANCI
- Concorso "Visioni sulla costa"